# Вулиця Едварда Ґріґа (Тернопіль)
Вулиця Едварда Ґріґа — одна з вулиць міста Тернополя. Названа на честь норвезького композитора і піаніста Едварда Ґріґа.

## Відомості
Розпочинається від вулиці Бродівської, пролягає на схід вглиб промзони, де і закінчується.